# Aéroport de Sukothaï
L'aéroport de Sukothaï  est un aéroport régional appartenant à la compagnie aérienne Bangkok Airways. Il est situé à Tambon Klong Krachong et dessert la province de Sukhothaï. Des vols quotidiens ont lieu vers Chiang Mai et Bangkok.
La particularité de cet aéroport est l'environnement de la salle d'embarquement: sous les cocotiers et dans un jardin extérieur typiquement thaïlandais. 